# Драженища
Драженища или Драженица (на гръцки: Βοσκοτόπι, Воскотопи, катаревуса Βοσκοτόπιον, Воскотопион, до 1927 година, Δρατζένιστα, Драдзениста) е обезлюдено село в Република Гърция, разположено на територията на дем Драма, област Източна Македония и Тракия.

## География
Селото е в Южните Родопи, в землището на Рашово. Принадлежи към Чеча.

## История

### В Османската империя
В подробен регистър на тимари, зиамети, хасове, чифлици, мюлкове и вакъфи в казите и нахиите по териториите на санджака Паша от 1524-1537 година от село Дражище са регистрирани мюсюлмани: 13, неженени - 3; немюсюлмани: 3. В съкратен регистър на санджаците Паша, Кюстендил, Вълчитрън, Призрен, Аладжа хисар, Херск, Изворник и Босна от 1530 година са регистрирани броят на мюсюлманите и немюсюлманите в населените места. Регистрирано е и село Дражище с мюсюлмани: 13 домакинства, неженени - 3; немюсюлмани: 3 домакинства. В подробен регистър на санджака Паша от 1569-70 година е отразено данъкоплатното население на Дражища както следва: мюсюлмани - 25 семейства и 12 неженени; немюсюлмани - 28 семейства, 24 неженени и 2 вдовици. В подробен регистър за събирането на данъка авариз от казата Неврокоп за 1723 година от село Вержениче са зачислени 20 мюсюлмански домакинства.
Според Васил Кънчов към 1900 година броят на къщите в Драженица е 40, а селото попада в Чеча. Пак според него, по същото време във Вердженица живеят 200 души българи мохамедани.

### В Гърция
През Балканската война в 1912 година в селото влизат български части. След Междусъюзническата война в 1913 година Драженища попада в Гърция. Според гръцката статистика, през 1913 година в Драгеница (Δραγένιστα) живеят 370 души.
Жителите на селото са изселени в Турция в 1923 година след Лозанския договор. През 1927 година името му е сменено от на Воскотопи (Βοσκοτόπι), което в превод значи „пасища“.
| Година    | 1913 | 1920 | 1928 | 1940 | 1951 | 1961 | 1971 | 1981 | 1991 | 2001 | 2011 | 2021 |
| --------- | ---- | ---- | ---- | ---- | ---- | ---- | ---- | ---- | ---- | ---- | ---- | ---- |
| Население | 379  | 325  |      |      |      |      |      |      |      |      |      |      |